# Ахмедов, Баходыр Акмальевич
Баходы́р Акма́льевич Ахме́дов (известен как Бах Ахмедов; род. 22 апреля 1967, Ташкент) — поэт, прозаик, переводчик. Кандидат физико-математических наук. Лауреат Международного поэтического конкурса «Пушкин в Британии» («Pushkin in Britain») (2007). Автор двух сборников стихов: «Молчание шара» (2010) и «Облако вероятности» (2015).

## Биография
Родился 22 апреля 1967 года в Ташкенте. В 1984 году поступил и в 1990 году окончил физический факультет Московского государственного университета имени М. В. Ломоносова (кафедра физической электроники).

### Научная деятельность
В 1993 году окончил аспирантуру физического факультета МГУ. В том же году защитил диссертацию на соискание учёной степени кандидата физико-математических наук. Тема — «Катодолюминесцентные свойства алмазных плёнок и родственных материалов»; специальность 01.04.04 — Физическая электроника.
В 1995 году вернулся в Ташкент, работал в Институте химии и физики полимеров Академии Наук Узбекистана.
В 1999 году получил исследовательский грант от Британского Королевского общества. Научные исследования в течение года проводил в Лондоне (Imperial College).
С октября 2000 года работает переводчиком в международной организации «Врачи без границ».
С января 2010 года преподаёт в Ташкентской Международной школе (Tashkent International School).

### Творческая деятельность
- Автор сборников стихов:
  - Бах Ахмедов. Молчание шара. Сборник стихов. — Ташкент: Изд. Национальной библиотеки Узбекистана имени Алишера Навои. 2010.
  - Бах Ахмедов. Облако вероятности. Сборник стихов. — Ташкент: 2015.[4]

- Сотрудничество с литературно-художественными и культурологическими изданиями:
  - Публиковался в журналах «Дружба народов» (Москва, Россия)[5][6], «Урал» (Екатеринбург, Россия)[7], «Bella Terra», «Звезда Востока», «Восток Свыше», «Гармония», «Жахон Адабиёти[узб.]», «SG», «Мегаполис» (Ташкент, Узбекистан), «Новый стиль» (Великобритания), «Таллин» (Эстония), «Книголюб» (Казахстан), «Зелёная лампа» (Сумы, Украина)
  - Публиковался в альманахах «Сегодня», «Малый Шёлковый путь», «АРК» (Узбекистан), «Аргамак» (Россия)
  - Публиковался в газетах «Литературная газета», «День литературы» (Россия), «Иерусалимский альманах» (Иерусалим, Израиль), газета «Лондон-ИНФО» (Великобритания)[8][9]

Изучение физики помогло мне почувствовать и приблизиться немного к пониманию физики языка. Мне всегда было интересно обнаруживать взаимосвязь между этими двумя областями, которые остаются для меня равно увлекательными. Думаю, что они имеют и общую цель, ибо и язык, и физика стремятся к универсальному описанию мира. И в этом смысле любое творчество есть лишь более или менее удачная попытка участия в этом завораживающем процессе.
— Баходыр Ахмедов о своём творчестве. (Цит. по материалам сайта Litresp.ru)

## Литературные награды
- Лауреат (I место) Международного конкурса поэтов русского зарубежья «Пушкин в Британии» («Pushkin in Britain») (2007)[11].

## Отзывы о творчестве Баха Ахмедова
- Усто Али. «Мы — смутный опыт вопрошания»: Отзыв на литературном сайте Совета по русской литературе Союзе писателей Республики Узбекистан «Русское слово»
- Авдонина Татьяна. Поэтический мир Баха Ахмедова // Звезда Востока. 2012. № 2. С. 141—144.
- Багдасарова Гуарик. «Облако вероятности» Баха Ахмедова, 27.04.2015
- Шахназарова Лейла. Бах Ахмедов: загадки и таинства // Звезда Востока. 2017. № 2.
- Отзыв на сайте электронной библиотеки «RuLit.me»